# Bojan Šaranov
Bojan Šaranov —Бојан Шаранов en serbi ciríl·lic— (22 setembre de 1987) és un futbolista serbi que juga com a porter per al club serbi Partizan.